# Мадагаскар на Светском првенству у атлетици на отвореном 2023.
Мадагаскар је учествовао на 19. Светском првенству у атлетици на отвореном 2023. одржаном у Будимпешти од 19. до 27. августа деветнаести пут, односно, учествовао је на свим првенствима до данас. Репрезентацију Мадагаскара представљала је 1 атлетичарка која се такмичила у трци на 100 метара препоне.,.
На овом првенству такмичарка Мадагаскара није освојила ниједну медаљу нити је остварила неки резултат.

## Учесници
Жене: 
- Сидоние Фиаданантсоа — 100 м препоне

## Резултати

### Жене
| Атлетичарка          | Дисциплина    | Лични рекорд | Квалификација | Квалификација | Полуфинале            | Полуфинале            | Финале                | Финале  | Детаљи |
| Атлетичарка          | Дисциплина    | Лични рекорд | Резултат      | Место         | Резултат              | Место                 | Резултат              | Место   | Детаљи |
| -------------------- | ------------- | ------------ | ------------- | ------------- | --------------------- | --------------------- | --------------------- | ------- | ------ |
| Сидоние Фиаданантсоа | 100 м препоне | 13,01        | 13,18         | 7. у гр. 2    | Није се квалификовала | Није се квалификовала | Није се квалификовала | 37 / 43 |        |